# Epiphyas ashworthana
Epiphyas ashworthana là một loài bướm đêm thuộc họ Tortricidae. Loài này có ở Úc.
Sải cánh dài khoảng 20 mm.
Ấu trùng ăn Acacia dealbata và Acacia baileyana.

## Hình ảnh

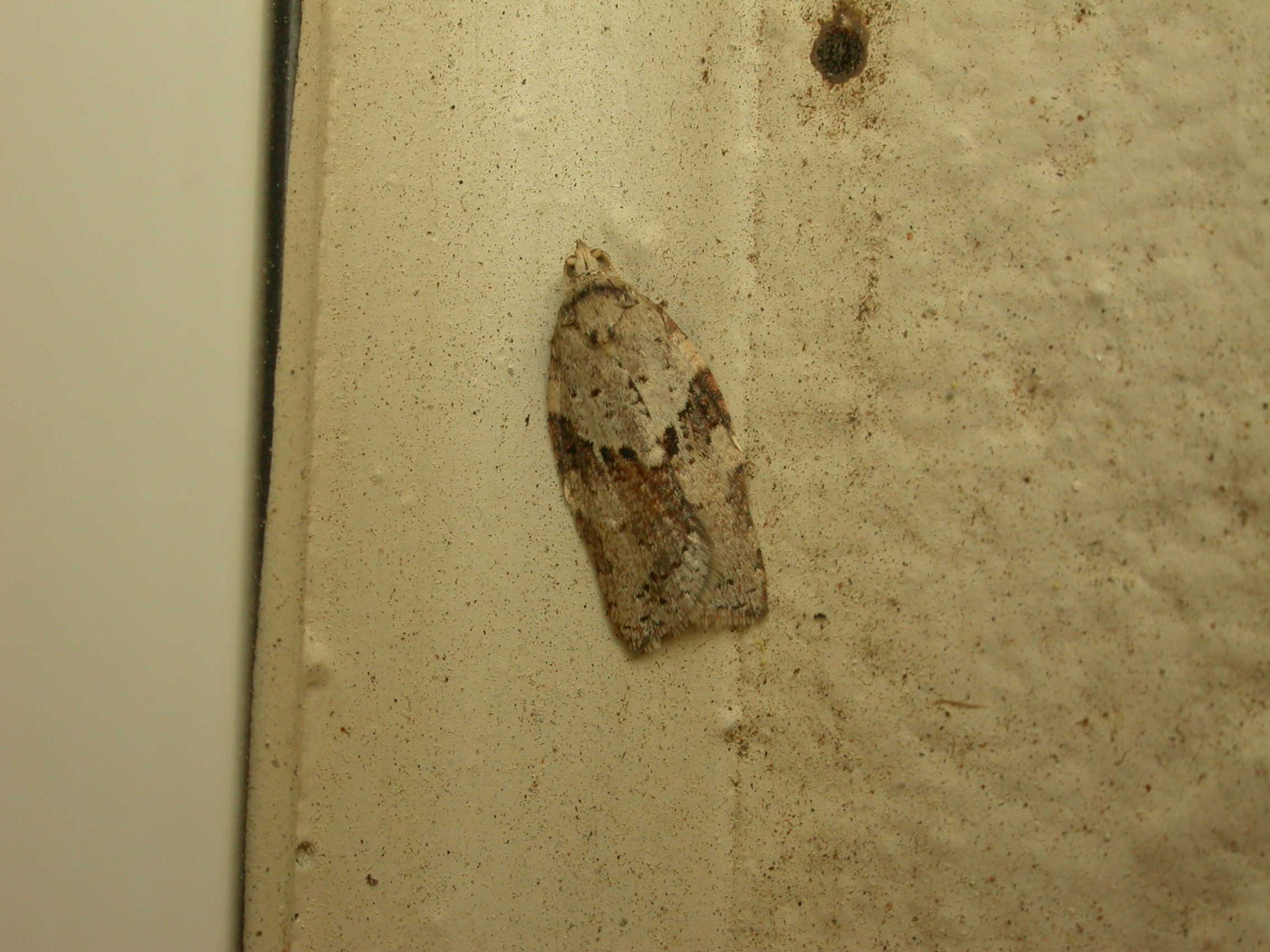